# Västgrönländska strömmen

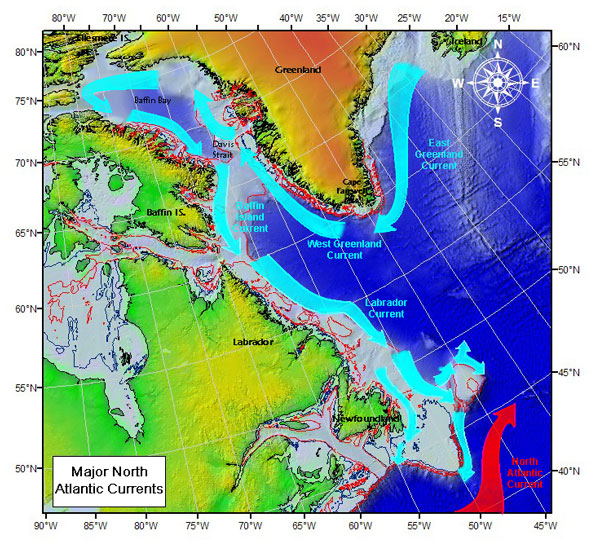
Västgrönländska strömmen.

Västgrönländska strömmen (även: Västra Grönlandsströmmen) är en kall och svag havsström som flyter norrut längs med Grönlands västkust. Strömmen är ett resultat av det vatten (Östgrönländska strömmen) som strömmar runt Grönlands sydliga udde, Kap Farvel.